# Callistomys pictus
Деревний щур барвистий (Callistomys pictus) — вид гризунів родини Голчастих щурів, що зустрічається в східній частині Бразилії. Місцеві жителі говорять, що він був досить поширений в минулому, останнім часом рідкісний. Цей вид живе на плантаціях какао, споживаючи листя какао, але, ймовірно, він був жителем лісу.

## Морфологія
Великий, адаптований для лазіння по деревам гризун із м'яким хутром з примітним чорно-білим малюнком. Хвіст повністю покритий волоссям. Покривне волосся рідке, підшерстя щільне й хвилясте. Є дві пари бічних молочних залоз. Довжина голови й тіла: від 250 до 295 мм, хвоста від 273 до 325 мм, вага від 267,6 до 480 грамів.